# Idaea fasciata
Idaea fasciata là một loài bướm đêm trong họ Geometridae.